# صفصاف خوخي الأوراق
الصفصاف خوخي الأوراق (باللاتينية: Salix amygdaloides) نوع نباتي من جنس الصفصاف من الفصيلة الصفصافية (باللاتينية: Salicaceae).

## البيئة والانتشار
موطنه الأصلي جنوب كندا من كيبك إلى كولومبيا البريطانية ومعظم مناطق الولايات المتحدة الأمريكية.

## الوصف النباتي
شجيرة نفضية يصل ارتفاعها إلى 4 م وقطرها إلى 5 م. أوراقه تشبه أوراق الخوخ واللوز، ومن هنا أتى الاسم.